# Pleurostelma
Pleurostelma là chi thực vật có hoa trong họ Apocynaceae.